# 사사키 노조미 (성우)
사사키 노조미(ささき のぞみ, 본명 및 구예명 : 佐々木 望, 1983년 2월 19일 ~ )는 가나가와현 출신의 여성 성우다. 도쿄 배우 생활협동조합 소속.

## 내력
대학졸업 후 OL로서 일하면서 워크샵에 참가. 애니메이션 코베의 실천형 워크샵 출신자. 관련 오디션으로 애니메이션 연출가인 다이치 아키타로우가 목소리를 들은 일을 계기로, 다이치 아키타로우가 감독을 맡은 텔레비전 애니메이션 '우리들이 있었다(보쿠라가 이타, 僕等がいた)'의 오디션에 이끌려 히로인 타카하시 나나미 역을 훌륭히 해냄으로써 성우 데뷔.
거기에 다이치 아키타로우의 동지이기도 한 사쿠라이 히로아키도 있었기 때문에 사쿠라이 히로아키가 감독을 맡은 '윈터 가든에도 참여하게 된 계기가 되었다고 생각된다.
당초는 본명의 표기는 佐々木望였지만, 2006년 7월 4일부터 현재의 히라가나 표기의 예명으로 고쳤다. 같은 한자 표기의 남성 성우인 사사키 노조무(佐々木 望)와의 혼동을 피하기 위해서라고 생각된다.
친가는 오사카에 있는 것 같다( '데지코의 방 for 윈터 가든' #2 2007년 4월 6일자 배신(통신사 · 신문사 · 방송국 등이 취재한 사항 등을 관계 기관에 보냄)에서).
2007년 10월부터 도쿄배우생활협동조합에 소속. 그전까지는 무소속으로 활동하고 있었다.

## 출연 작품

### TV애니메이션
2003년
- 내 친구 우비소년（뱃살공주, 오타군）

2006년
- 윈터 가든（아이코）
- 우리들이 있었다（타카하시 나나미）

2007년
- 아이돌마스터 XENOGLOSSIA（스즈나, OL 외）
- 오쟈루마루（우사기, 츠키미）
- 러키☆스타（패트리시아 마틴）
- 레・미제라블 소녀코제트（샬롯）

2008년
- 어떤 마술의 금서목록(미사카 동생)

2009년
- 흑신(마유)
- 쥬얼 펫 사피
- 꿈빛 파티시엘 - 아유카와 요코(요아)
- 프린세스 러버 - 카네코 아야노

2010년
- 쥬얼펫 트윙클 사피
- 시귀 - '쿠니히로 리츠코' 역

2011년
- 쥬얼펫 선샤인 사피

2012년
- 인류는 쇠퇴했습니다 요정님

2013년
```
 
어떤 과학의 초전자포S
 
미사카 미코토의 동생
```

### OVA
2008년
- 요츠노하（렌）

### 게임
- 러키☆스타의 숲（패트리시아 마틴）
- 러키☆스타 ~료오학원 앵등제~（패트리시아 마틴）
- 소울칼리버 5 (퓌라 알렉산드라)

### 라디오
- PONY CANYON STYLE 마루나피!?（문화방송、2006년 7월 4일・7월 11일 방송에 게스트 출연）
- 데지코의 방 for 윈터 가든（온센/#2 게스트 출연）

### CD
- '우리들이 있었다' 엔딩 테마 Selection 『구상』 두 사람의 계절이
- '우리들이 있었다' 보컬 앨범 '영원' 회전목마, 두 사람의 계절이
- '코스는! 오 마이 허니'（노래：코나타와 패티（히라노 아야와 사사키 노조미））
- 러키☆스타 캐릭터송 Vol.008 패트리시아 마틴
- 러키☆스타Re-Mix002〜『ラキスタノキワミ、アッー』【してやんよ】〜（패트리시아 마틴）